# Murray Salem
Murray Salem (* 12. Januar 1950 in Cleveland; † 6. Januar 1998 in Los Angeles) war ein amerikanischer Schauspieler und Drehbuchautor.
Murray Salem trat in nur 9 Filmen auf. Die beiden berühmtesten waren 1977 Jesus von Nazareth und 1978 Holocaust – Die Geschichte der Familie Weiss. Im Pilotfilm von Magnum von 1980 wirkte er ebenfalls mit.
Als die Ärzte bei ihm AIDS diagnostizierten, zog sich Murray Salem 1981 aus der Schauspielerei zurück, und schrieb 1990 sein einziges Drehbuch: Kindergarten Cop, mit Arnold Schwarzenegger.
Am 6. Januar 1998 starb Murray Salem an AIDS.

## Filmografie
- 1977: Jesus von Nazareth (Jesus of Nazareth) (TV)
- 1977: Der Spion, der mich liebte (The Spy Who Loved Me)
- 1977: Valentino
- 1978: Holocaust – Die Geschichte der Familie Weiss (Holocaust) (TV)
- 1978: Let’s Get Laid
- 1978: Der Pirat (The Pirate) (TV)
- 1979: Institute for Revenge (TV)
- 1980: Brave New World (TV)
- 1980: Hussy
- 1980: Magnum (Magnum, P.I.) (TV-Serie, 2 Folgen)
- 1981: Riding High